# La Chapelle-Grésignac
La Chapelle-Grésignac è un comune francese di 128 abitanti situato nel dipartimento della Dordogna nella regione della Nuova Aquitania.

## Società

### Evoluzione demografica
Abitanti censiti